# 余國森
余國森（Sammy Yu Kwok Sum， 1957年12月2日—），已退役香港足球運動員、教練，球員時代司職左後衞，1980年代香港足球代表隊主力左後衛。現為雲石商人。他與已退役的香港足球運動員黃文偉同為鄧鏡波學校的校友。

## 球員生涯
余國森出身星島，1975年至1977年效力東昇，1977-1978年度效力東方，1978-79年度，再轉投新界地區球隊元朗，元朗在聯賽12支球隊僅排名第10，僅僅護級成功，卻以「全華班」姿態殺入香港足總盃決賽，面對該屆所有賽事未嘗一敗的班霸精工，雙方激戰120分鐘踢成2:2平手，元朗憑互射12碼以總比數6:4勝出，爆冷奪得冠軍，更打破精工全季不敗兼囊括所有錦標的美夢，余國森是奪標功臣之一。
1979-80年度，獲得新升班的寶路華以高薪羅致，登上足球事業高峰，成為1980年代香港足球代表隊主力左後衛。
寶路華於1984年夏天宣布退出聯賽，余國森遂轉投南華。1985年5月19日，於1986世界盃外圍賽香港隊作客北京對中國隊的「五一九」戰役中，余國森是正選左後衛。。
1988年追隨足球部主任林建岳轉投麗新花花，一季後轉投麗新。1991年，麗新退出，余國森轉投駒騰，擔任球員兼教練，直至掛靴。
他在香港足球明星選舉中，由1982-83年度至1987-88年度，連續六年當選為最佳十一人。

## 個人榮譽
- 香港足球明星選舉最佳十一人 六次(1982-83、1983-84、1984-85、1985-86、1986-87、1987-88)